# Josep Moreno Gans
Josep Moreno Gans (Algemesí, 12 augustus 1897 – Muxía, 28 augustus 1976) was een Spaans componist.

## Levensloop
Moreno Gans kreeg zijn eerste muzieklessen in zijn geboortestad. In 1918 begon hij zijn muziekstudie aan het Real Conservatorio Superior de Música de Madrid in Madrid bij Conrado del Campo y Zabaleta (1878-1953) (harmonie en compositie). In 1928 behaalde hij met zijn werk Pinceladas Goyescas de Premio Nacional de Música (nationale Prijs voor muziek). In 1932 ontving hij een beurs van de Academie voor Schone Kunsten van San Fernando (Academia de Bellas Artes de San Fernando) voor verdere studies in het buitenland. Hij kon ermee in Rome en in Brussel studeren. Opnieuw kreeg hij in 1943 voor zijn Sonate in f-mineur voor viool en piano dezelfde prijs verbonden met een steun door de stichting Conde de Cartagena om zijn buitenlandse studies te vervolgen in Wenen, Berlijn en Parijs. Voor de compositie van Tríptico sinfónico navideño sobre temas gregorianos (Symfonische kersttriptiek rond Gregoriaanse thema's) werd hem door de Fundación Juan March een levenslang pensioen toegekend.
Voor de beroemde cellist Pau Casals componeerde hij het Concierto para Violonchelo y Orquesta (Concert voor cello en orkest). Verdere bekende werken zijn Preludio y Danza voor orkest en bewerkt voor banda (harmonieorkest), Sinfonía de estampas levantinas, voor orkest, en het Concierto para piano y orquesta (Concert voor piano en orkest). Tot zijn oeuvre tellen ook talrijke werken voor kamermuziek, piano en vocale muziek.
Morena Gans overleed in Muxía in de provincie A Coruña tijdens een reis om de première van zijn 3e sonate voor piano bij te wonen, die hij had opgedragen aan de Valenciaanse pianist Perfecto García Chornet. In 1998 zorgde de Sociedad musical d’Algemesí ervoor dat zijn stoffelijke resten van de begraafplaats in Muxia naar Algemesí werden overgebracht.

## Composities

### Werken voor orkest
- 1928 Pinceladas Goyescas
  1. Las mozas del cántaro
  2. El entierro de la sardina
  3. La Romería de San Isidro
- 1953 Preludio y Danza en Mi menor, voor orkest
- 1953 Sinfonía, voor kamerorkest
- 1963 Tríptico sinfónico navideño sobre temas gregorianos
- 1972 Sinfonía Esopo (Aisopos symfonie)
- Concert, voor cello en orkest
- Concert, voor piano en orkest
- El órgano quedó mudo, symfonisch gedicht voor orkest
- Sinfonía de estampas levantinas, voor orkest
- Sinfonía en Do mayor
- Suite en Si menor, voor strijkorkest
- Suite simfónica

### Werken voor banda (harmonieorkest)
- 1928 Pinceladas Goyescas (verplicht werk in de Sección Primera tijdens het Certamen Internacional de Bandas de Musica Ciudad de Valencia in 2003)
  1. Las mozas del cántaro
  2. El entierro de la sardina
  3. La Romería de San Isidro
- Preludio y Danza
- Las Manolas de Chamberí

### Vocale muziek

#### Liederen
- 1931/1939 Valencia - tekst: Luis de Tapia Romero
- 1934 Es de noche, voor sopraan en strijkkwartet (of orkest)
- 1952 Castro Urdiales, voor vier gemengde stemmen
- 1952 Vora el barranc dels Algadins, voor vier gemengde stemmen - tekst: Teodor Llorente
- 1961 Teño o corazon perdido, over een Galicisch gedicht van Alfonso Alcaraz del Río
- Desdén
- Floreta de los campos
- Mi ira - tekst: Rafael Alberti
- Quintanar de la Sierra - tekst: Rafael Alberti
- Tres canciones de mar, voor zangstem en piano
  1. Neguit
  2. Tiempo de eternidad
  3. Romanza sin letra

### Kamermuziek
- 1943 Sonate in f-mineur, voor viool en piano
- 1951 Zapateado: homenaje a Pablo de Sarasate, voor viool en piano
- Kwartet nr. 6, voor viool, altviool, cello en piano
- Melodía número 1 en Si menor, voor viool en piano
- Melodía número 2 en Mi b major, voor viool en piano
- Strijkkwartet nr. 2
- Trío, voor dwarsfluit, cello en piano

### Werken voor piano
- 1932 Preludio y danza
- 1935 Alcireña: danza valenciana
- 1944 Algemesinense: danza valenciana
- 1945 Gavota en Si menor
- 1951 Pastoral
- 1951 Sonata en Do mayor
- 1962 Homenaje a Albéniz, suite
- 1978 Sonata número 3

### Werken voor harp
- 1963 Invención número 1
- 1969 Melodía número 4
- 1969 Nocturno
- 1974 Sonata en Si menor
- Nocturno número 2

### Werken voor gitaar
- 1969 Melodía número 3
- 1969 Seguidillas en rondó